# Дикс, Юлаби
Юлаби Дикс (англ. Eulabee Dix, полное имя Eulabee Dix Becker; 1878—1961) — американская художница-миниатюрист, работавшая преимущественно акварелью по слоновой кости.
В начале XX века, когда эта техника была на пике моды, она рисовала многих выдающихся личностей, в том числе европейскую знать и известных актрис того времени.

## Биография
Родилась 5 октября 1878 года в Гринфилде, штат Иллинойс, в семье Горация Уэллса Дикса и его жены Мэри Бартоломью.
Ранний интерес Юлаби к искусству поощрялся её родителями. Их семья несколько раз переезжала в разные места из-за финансовых затруднений. В подростковом возрасте девочка переехала жить к богатым членам семьи в Сент-Луис, где училась в Вашингтонском университете Сент-Луиса, и в течение года изучала живопись и рисование в школе St. Louis School of Fine Art. Её художественные работы были отмечены двумя медалями.
В 1895 году Дикс вернулась к своим родителям, когда они поселились в Гранд-Рапидс, штат Мичиган. Там она вела уроки рисования, а дочь местного епископального священника вдохновила её на создание портретных миниатюр. В 1899 году переехала в Нью-Йорк, где сначала училась у Уильяма Мерритта Чейза, однако ушла от него через неделю, отчасти из-за того, что Чейз сосредоточился на масляной живописи, а также потому, что она не соглашалась с его философией цвета. Продолжила обучение в Лиге студентов-художников Нью-Йорка у Джорджа Бриджмена; также брала уроки у Уильяма Уиттмора, который научил её технике рисования на слоновой кости. Уиттмор был сооснователем недавно созданного Американского общества художников-миниатюристов, где Юлаби Дикс выставила некоторые свои работы. Также она училась у Исаака Джозефи (Isaac A. Josephi), который был первым президентом этого общества.
Художница сняла крохотную однокомнатную квартиру по адресу 152 West 57th Street, на 15-м этаже одной из башен Карнеги-холла. Здесь она работала по заказам многих известных жителей Нью-Йорка, в том числе актрисы Этель Бэрримор и фотографа Гертруды Кезебир. Её сосед — художник Фредерик — помог Дикс установить контакты в художественных кругах Нью-Йорка. Миниатюрист Теодора Тайер, с которой Дикс была знакома, также имела студию поблизости. Даже имея ограниченный доход, Юлаби Дикс сознательно старалась одеваться модно и проводила регулярные собрания в пятницу днем у себя дома, где демонстрировала свои работы потенциальным покупателям.

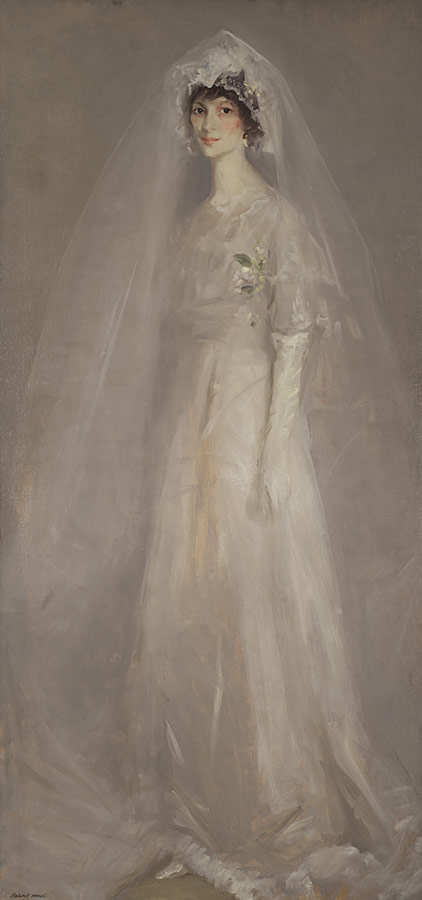
Портрет Юлаби Дикс в свадебном платье работы Роберта Генри

В 1904 году она познакомилась с Минни Стивенс Пэджет, близким другом Эдуарда VII и женой Артура Пэджета, высокопоставленного офицера британской армии, который позже достиг звания генерала и был посвящен в рыцари. Именно в связи со знакомством с Минни, Дикс начала делить своё время между Нью-Йорком и Лондоном. Находясь в Лондоне, она жила в престижном жилом отеле недалеко от Stanhope Gardens в Кенсингтоне. Благодаря этой связи, Дикс получила заказы от многих выдающихся личностей.
Она совершила ряд поездок по Европе, провела в 1906 году свою первую выставку Exhibition of Portrait Miniature by Miss Eulabee Dix в лондонской галерее Fine Art Society, где выставила 24 работы. В том же году она провела выставки в Королевской академии художеств в Лондоне и в Галерее искусств Уокера в Ливерпуле. В Нью-Йорке у художницы была возможность написать Марка Твена и в 1908 году она создала его последнюю прижизненную картину.
Сама Дикс была предметом двух портретов известного художника Роберта Генри, которому она была представлена в 1910 году ирландским художником Джоном Батлером Йейтсом. На одном из них она позировала в полный рост в своём свадебном платье.
22 декабря 1910 года Юлаби Дикс вышла замуж за Альфреда Лероя Беккера (Alfred Leroy Becker, 1878—1948), нью-йоркского адвоката. В браке у них родились двое детей — Филип и Джоан. Их брак распался через 15 лет в 1925 году. После развода Дикс отправилась со своими детьми во Францию и делила своё время между Европой и Нью-Йорком. В 1927 году она выиграла медаль на Парижском салоне, также была удостоена наград в Нью-Йорке и Филадельфии в 1929 году. Обвал фондового рынка в 1929 году и последовавшая за ним депрессия негативно повлияли на работу Дикс, поскольку многие из её бывших клиентов потеряли своё состояние. Разочарованная застоем в карьере, она отдалилась от своего сына Филиппа, который переехал жить к отцу.
Когда в 1930-е годы миниатюризм вышел из моды, она читала лекции по искусству миниатюрной живописи, писала цветочные натюрморты и большие масляные картины. В 1937 году, её дочь вышла замуж, и художница переехала в Южную Калифорнию, где сначала жила на ранчо недалеко от Санта-Барбары.
Во время Второй мировой войны Дикс устроился на работу в Plas-Tex Corporation, где красила радием детали самолётов. За это время пострадала от воздействия радиации, за что получила пенсию. Также вступила в Международную ассоциацию машиностроителей и авиакосмических рабочих, сверля отверстия в деталях самолётов и по праву гордилась своим вкладом в военной сфере. Занятия живописью почти прекратила, но несмотря на это выставлялась в отделе миниатюр Калифорнийского художественного клуба.
Её последний портретный заказ был выполнен в 1951 году — портрет Кауфмана Келлера, который в то время был председателем совета директоров Chrysler Corporation. В 1956 году, продав своё имущество, Юлаби Дикс переехала в Лиссабон, где в 1958 году в Национальном музее старинного искусства прошла выставка, посвящённая её творчеству. Это была её последняя выставка. Дикс вернулась в Соединённые Штаты в 1961 году, переехав с сыном и его женой в Уотербери, штат Коннектикут.
Умерла 14 июня 1961 года в городе Уотербери. Была похоронена в Сент-Луисе на кладбище Bellefontaine Cemetery.

Некоторые работы
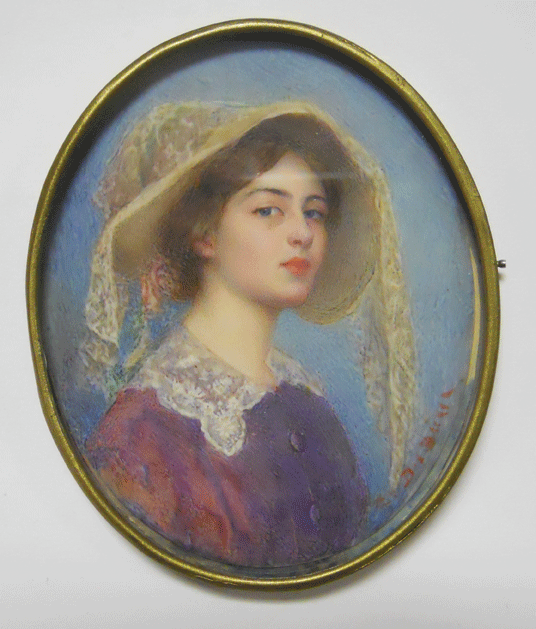
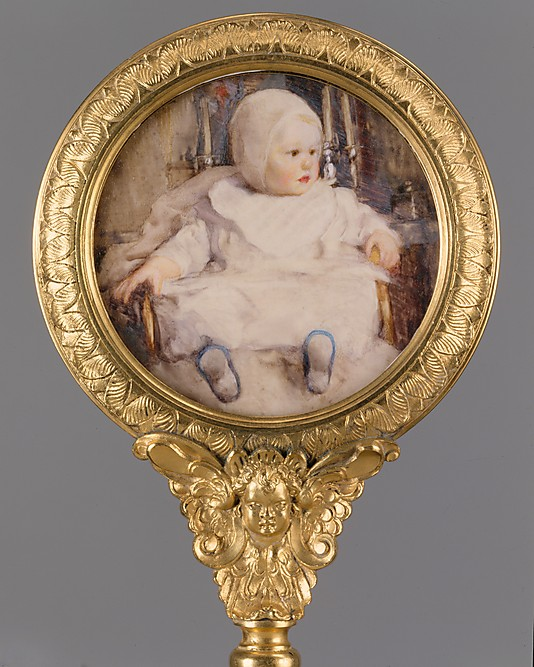
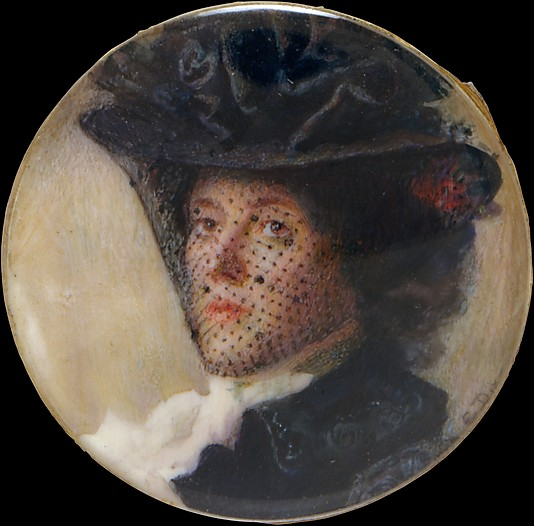